# Mikołaj z Riesenburgu
Mikołaj z Riesenburgu, znany także jako Nikolaus von Aujezd und Riesenburg; czeski: Mikuláš z Újezda a Riesenburka (zm. 17 stycznia 1258 prawdopodobnie w Pradze) – czeski duchowny katolicki, biskup praski od 1236 r.

## Życiorys
Mikołaj pochodził z wioski Újezd, która w późniejszym okresie została włączona do Pragi. Miał chłopskie pochodzenie. Zanim został biskupem był kanonikiem praskim. W 1240 r. został wybrany przez praską kapitułę katedralną na nowego ordynariusza praskiego.
Święcenia biskupie przyjął 25 maja 1241 r. w bazylice laterańskiej w Rzymie. W 1244 r. przyjął w swoim biskupstwie arcybiskupa metropolitę mogunckiego Zygfryda III von Eppsteina, który wizytował tę diecezję, będącą jego sufraganią. W 1245 r. biskup Mikołaj wziął udział w I soborze lyońskim. Jako członek stronnictwa gibelinów, zwolenników cesarza Fryderyka II nie uznał wyboru Henryka Raspe na króla Niemiec.
W sporze między królem Czech Wacławem I a jego synem Przemysłem Ottokarem II udzielił poparcia temu drugiemu, przez co został uwięziony na zamku Zvíkov. Wypuszczono go 5 sierpnia tego samego roku po pogodzeniu się obu Przemyślidów.
Jako duszpasterz dbał o rozwój nowych kościołów i klasztorów, m.in. cystersów, dominikanów i franciszkanów. Zmarł w 1258 r.